# Jan Sobotka
Jan Sobotka   (Řepníky i Chrudim, 2 de setembre de 1862 - Vinohrady, 10 de maig de 1931) va ser un matemàtic txec.

## Vida i Obra
Després de fer els estudis secundaris a Praga va estudiar a la Universitat Tècnica de Praga. Els anys següents va ser professor substitut de František Tilšer mentre aquest es dedicava a la política. El any 1891 va estar a Zúric ampliant estudis amb Wilhelm Fiedler. El 1893, en no trobar feina al seu país, va marxar a Viena, on va ser professor de geometria de la universitat de Viena. Després de cinc anys a Brno, va ser nomenat professor de la Universitat Carolina de Praga on va romandre fins a la seva mort el 1931.
Els principals treballs de Sobotka van ser en geometria, essent un dels pioners en el desenvolupament de l'axonometria.